# Tau1 Hydri
Tau1 Hydri (17 Hydri) é uma estrela na direção da constelação de Hydrus. Possui uma ascensão reta de 01h 41m 21.29s e uma declinação de −79° 08′ 53.7″. Sua magnitude aparente é igual a 6.33. Considerando sua distância de 395 anos-luz em relação à Terra, sua magnitude absoluta é igual a 0.91. Pertence à classe espectral G6/G8III.